# Arthur Rydstrøm
Arthur Nicolai Rydstrøm (Glemmen, 1896. február 9. – Bergen, 1986. február 24.) olimpiai ezüstérmes norvég tornász.
Ez első világháború után az 1920. évi nyári olimpiai játékokon, mint tornász versenyzett és szabadon választott gyakorlatokkal, csapat összetettben ezüstérmes lett.
Klubcsapata a Turn- og Idrettslaget National volt.